# Cyrtodactylus phuocbinhensis
Espèce
Cyrtodactylus phuocbinhensis est une espèce de geckos de la famille des Gekkonidae.

## Répartition
Cette espèce est endémique de la province de Ninh Thuận au Viêt Nam. Elle se rencontre entre 646 et 1 136 m d'altitude.

## Étymologie
Son nom d'espèce, composé de phuocbinh et du suffixe latin -ensis, « qui vit dans, qui habite », lui a été donné en référence au lieu de sa découverte, le parc national Phước Bình.

## Publication originale
- Nguyen, Le, Tran, Orlov, Lathrop, MacCulloch, Le, Jin, Nguyen, Nguyen, Hoang, Che, Murphy & Zhang, 2013 : Phylogeny of the Cyrtodactylus irregularis species complex (Squamata: Gekkonidae) from Vietnam with the description of two new species. Zootaxa, no 3737 (4), p. 399–414.